# Vila Jiřího Vegera
Vila Jiřího Vegera je rodinný dům, který stojí v Praze 5-Hlubočepích ve vilové čtvrti Barrandov v ulici Filmařská při křižovatce s ulicí Barrandovská.

## Historie
Vila byla postavena před rokem 1938. K roku 1950 patřila stomatologu MUDr. Jiřímu Vegerovi, který v ní měl také svoji ordinaci.
Od roku 1958 až do své smrti zde žil spisovatel Norbert Frýd (1913–1976).